# 玛丽昂·罗德瓦尔德
玛丽昂·罗德瓦尔德（德語：Marion Rodewald，1976年12月24日—），德国女子曲棍球运动员。她曾代表德国参加2000年、2004年和2008年夏季奥林匹克运动会曲棍球比赛，其中2004年奥运会获得一枚金牌。